# Partia Jedności Fidżi
Partia Jedności Fidżi (ang. Unity Fiji Party) – partia polityczna zarejestrowana w lipcu 2017 r. na wyspach Fidżi. Liderem partii jest Savenaca Narube, były naczelnik Banku Rezerw Fidżi.
W maju 2018 r. partia ogłosiła listę 18 kandydatów do wyborów parlamentarnych. W późniejszym czasie liczba kandydatów wzrosła do 28, w tym 5 kobiet. 
W wyborach parlamentarnych na Wyspach Fidżi w 2018 r. Partia Jedności Fidżi uzyskała 6,896 głosów (1,52% wszystkich), nie uzyskując tym ani jednego miejsca w parlamencie.